# ارتش منطقه چهاردهم ژاپن
ارتش منطقه چهاردهم (به ژاپنی: 第14方面軍, Dai-jyūyon hōmen gun)، یک ارتش میدانی نیروی زمینی امپراتوری ژاپن (IJA) در جنگ جهانی دوم. بود این ارتش در اصل چهاردهمین ارتش بود که در ۶ نوامبر ۱۹۴۱ برای تهاجم آتی به فیلیپین تشکیل شد. در ۲۸ ژوئیه ۱۹۴۴، زمانی که فرود متفقین (نبرد لیته) قریب‌الوقوع در نظر گرفته شد، در فیلیپین (⎘ فیلیپین) دوباره سازماندهی شد.